# Tuinslang

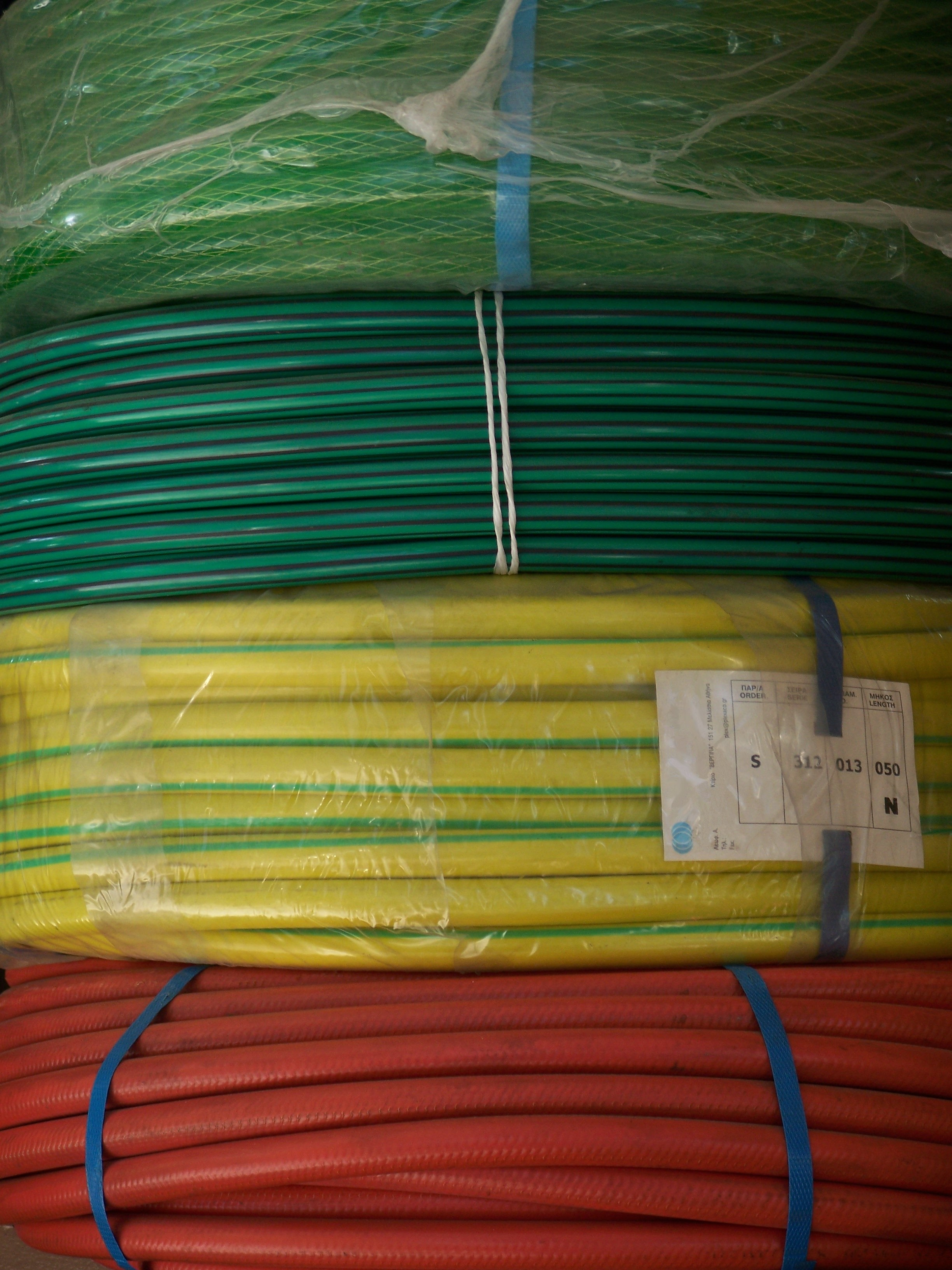
Tuinslang in verschillende kwaliteiten

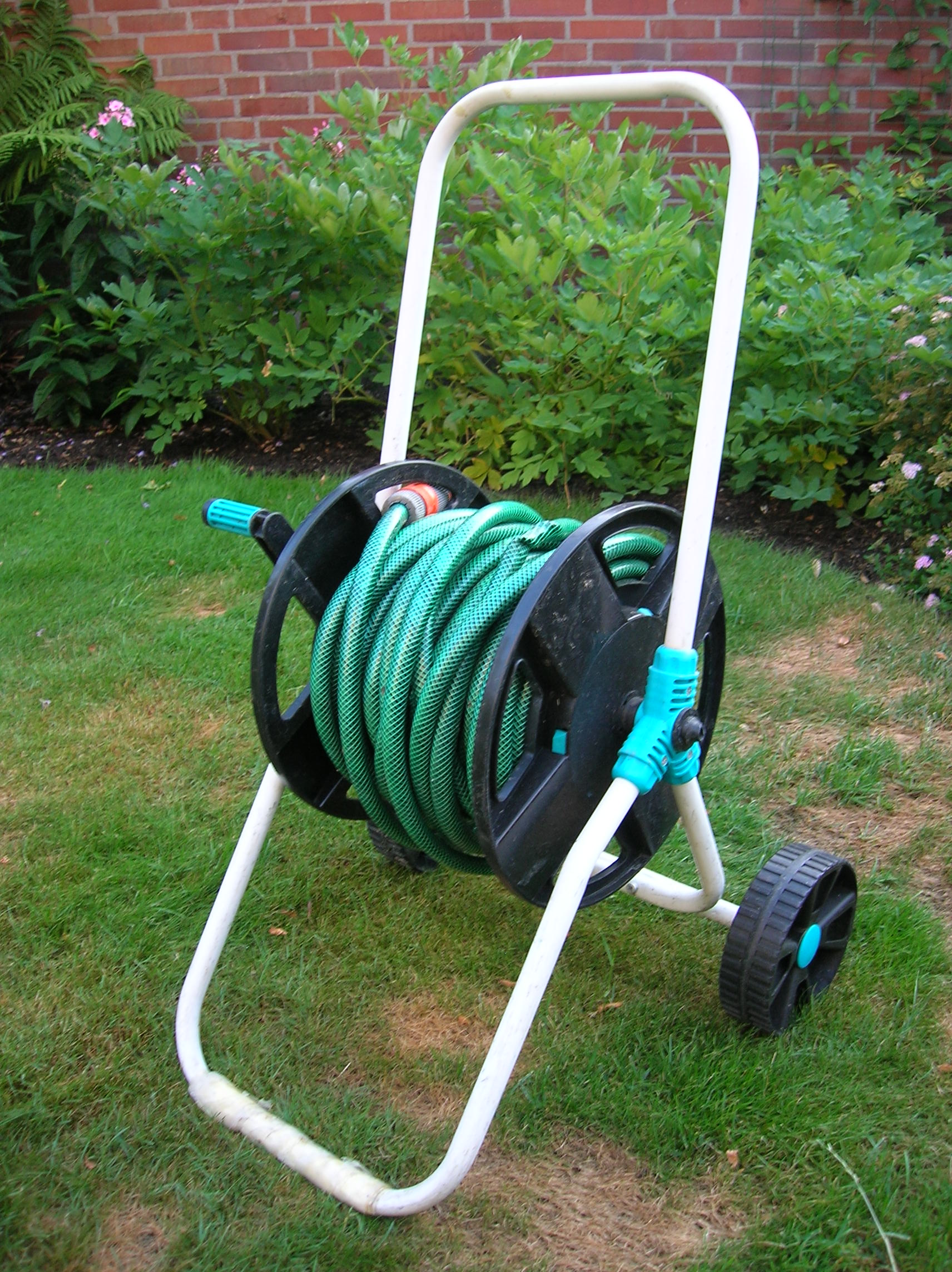
Een slangenwagen met handzwengel; de tuinslang is opgerold op een haspel

Een tuinslang is een flexibele buis waarmee water wordt toegevoerd voor toepassing van allerlei karweitjes om het huis.
Behalve voor het water geven van planten en bomen wordt zij onder meer gebruikt bij het vullen van vijvers, zwembaden en aquaria.  Ook bij schoonmaakwerkzaamheden van onder andere het tuinpad, tuinmeubelen en de auto komt zij veelvuldig van pas.

## Slang en koppelingen
De meest gebruikte tuinslang heeft een diameter van 13 mm (½ inch) en is verkrijgbaar in verschillende kwaliteiten en lengtes. Gewoonlijk is ze vervaardigd van pvc; de wand van de slang is meestal voorzien van bewapening om de stevigheid en vormvastheid te verbeteren.
Voor het aansluiten van de slang aan een kraan, of voor het koppelen aan de verschillende accessoires zijn slangkoppelingen noodzakelijk. Tuinslangkoppelingen kunnen door middel van een kliksysteem op een snelle en handige wijze worden verbonden. De koppelingen zijn ook verkrijgbaar met een ingebouwde waterstop, zodat men bij het verwisselen van accessoires de kraan gewoon open kan laten staan.
Behalve de 'gewone' tuinslang is er ook de spiraalslang:  deze rolt zichzelf na elke gebruiksbeurt automatisch weer op. Toepassing hiervan kan handig zijn indien de slang  alleen wordt gebruikt voor het beregenen van planten in een (kleine) tuin. Verder zijn er tuinslangen die zeer flexibel zijn, en bij gebruik wel 3 keer hun oorspronkelijke lengte aannemen waardoor deze  gemakkelijk op te bergen zijn. Voor een gerichte, waterbesparende besproeiing van rijen planten is er daarnaast de zogeheten druppelslang verkrijgbaar. Deze slang, die ook bij lage druk werkt, is over de gehele lengte voorzien van zeer kleine gaatjes.

## Accessoires
Voor tuinslangen zijn verschillende opbergsystemen en  diverse accessoires verkrijgbaar.
Naast wandhouders voor het opbergen van een losse slang, zijn er ook compacte slangenboxen en mobiele slangenwagens.
Voor het besproeien van de tuin, met name gazons, kan gebruikgemaakt worden van sproeiers in verschillende soorten en maten. Voor rechthoekige oppervlaktes past men vaak een zwenksproeier toe, en voor cirkelvormige oppervlaktes een cirkelsproeier. Daarnaast zijn er multi-sproeiers welke geschikt zijn voor alle tuincontouren.
Voor het handmatig water geven van planten is een instelbaar spuitpistool met verschillende sproeistanden, of een broes zeer geschikt.
De tuinslang kan ook worden aangesloten op een tuindouche die zorgt voor verfrissing op hete dagen. Ook een sproeier, met name een zwenksproeier is hiervoor geschikt. Dit is een goed alternatief als men geen tuindouche heeft.